# Xylota boninensis
Xylota boninensis är en tvåvingeart som beskrevs av Tokuichi Shiraki 1963. Xylota boninensis ingår i släktet vedblomflugor, och familjen blomflugor. Inga underarter finns listade i Catalogue of Life.